# Espen
Espen ist als Variante von Asbjørn ein norwegischer und (seltener) dänischer männlicher Vorname. Als Variante des Namens kommt Esben vor.

## Namensträger

### Vorname
- Espen Andersen (Nordischer Kombinierer, 1961) (* 1961), norwegischer Nordischer Kombinierer
- Espen Andersen (Nordischer Kombinierer, 1993) (* 1993), norwegischer Nordischer Kombinierer
- Espen Beranek Holm (* 1960), norwegischer Rockmusiker und Comedian
- Espen Bjervig (* 1972), norwegischer Skilangläufer
- Espen Bredesen (* 1968), norwegischer Skispringer
- Esben Hansen (* 1981), dänischer Fußballspieler
- Espen Lie Hansen (* 1989), norwegischer Handballspieler
- Espen Hoff (* 1981), norwegischer Fußballspieler
- Espen Jørstad (* 1988), norwegischer Pokerspieler
- Espen Knutsen (* 1972), norwegischer Eishockeyspieler, -trainer und -funktionär
- Tor Espen Kristiansen (* 1970), norwegischer Biathlet
- Espen Lind (* 1971), norwegischer Sänger, Songwriter und Produzent
- Espen Olsen (* 1979), norwegischer Fußballspieler
- Espen Rian (* 1981), norwegischer Nordischer Kombinierer
- Espen Rud (* 1948), norwegischer Jazzschlagzeuger
- Trond Espen Seim (* 1971), norwegischer Schauspieler
- Espen Søbye (* 1954), norwegischer Philosoph, Sachbuchautor und Literaturkritiker
- Espen Stokkeland (* 1968), norwegischer Segler

### Familienname
- Carl Espen (* 1982), norwegischer Sänger
- Cees Van Espen (* 1938), niederländischer Radrennfahrer
- Zeger Bernhard van Espen (1646–1728), niederländischer Kirchenjurist

### Sonstige Namensverwendung
- Espen und die Legende vom Bergkönig, norwegischer Fantasy-Film (2017)
- Espen und die Legende vom goldenen Schloss, norwegischer Fantasy-Film (2019)